# Мусорка (приток Сылвы)
Мусорка — река в России, протекает по Шалинскому городскому округу Свердловской области. Устье реки находится в 475 км по правому берегу реки Сылва. Длина реки составляет 13 км.
Имеется правый приток — река Глинка.
Система водного объекта: Сылва → Чусовая → Кама → Волга → Каспийское море.

## Данные водного реестра
По данным государственного водного реестра России относится к Камскому бассейновому округу, водохозяйственный участок реки — Сылва от истока и до устья, речной подбассейн реки — Кама до Куйбышевского водохранилища (без бассейнов рек Белой и Вятки). Речной бассейн реки — Кама.
Код объекта в государственном водном реестре — 10010100812111100012227.